# Massif des Maures
Das Massif des Maures [masif de moʁ] (provenzalisch lei Mauras oder lei Mauro) ist ein südfranzösischer Gebirgszug im Département Var. Das Massiv erstreckt sich entlang der Côte d’Azur zwischen Hyères und Fréjus.
Rund 25 km² (ca. 2 % des Gebirges) sind als Réserve biologique intégrale des Maures als striktes Wildnis-Schutzgebiet nach IUCN ausgewiesen.

## Herkunft des Namens
Der Name Massif des Maures bedeutet „schwarzes Gebirge“, was auf das dunkle Gestein und den dichten Wald hindeutet. Der Name ist auf das okzitanische Wort maouro (schwarz) zurückzuführen. Eine andere Theorie, die den Namen auf die Mauren zurückführt, die nachweislich in diesem Teil der Provence präsent waren, ist unzutreffend.

## Geographie und  Geologie
Das Massif des Maures gliedert sich in drei Gebirgszüge, die jeweils von West-Südwest nach Ost-Nordost verlaufen und deren Höhe vom Norden zur Küste hin nach Süden abnimmt. Die höchsten Gipfel des Massivs sind mit 780 m der Signal de la Sauvette und die Kapelle Notre Dame des Anges (767 m), die sich im Westen des nördlichsten Gebirgszuges nahe Collobrières erheben. Weiter südlich erreicht der mittlere Gebirgszug nahe der ehemaligen Kartause Chartreuse de la Verne eine Höhe von 648 m. Der Höhenzug entlang der zerklüfteten Küste der Côte d’Azur erreicht mit 528 m nahe Cavalaire-sur-Mer sein Maximum.
Geologisch gesehen gehören zum Massif des Maures auch die Halbinseln von Saint-Tropez und Giens, die Îles d’Hyères, das westlich von Toulon gelegene Cap Sicié sowie das Massif de Tanneron im Nordosten.
Obschon direkte Vorberge der Meeralpen (auch Seealpen genannt), gehört das Mittelgebirge nicht zum System der Alpen, sondern bildet einen verschleppten Rest der Apulischen Platte. In den heute gängigen Gebirgsgruppengliederungen der Alpen werden die Maures durchwegs nicht mehr erfasst. Geologisch stehen sie eher mit Korsika in Zusammenhang. Es handelt sich um einen Kristallinkomplex aus metamorphen Gesteinen wie Gneisen und Glimmerschiefern aus dem Proterozoikum und Paläozoikum, in den während der variszischen Gebirgsbildung Granite eingedrungen sind. Damit liegen hier die ältesten Gesteine der Provence vor, man spricht auch von der variszischen Provence. Tendenziell nehmen Alter und Metamorphosegrad von Westen (Devon, Grünschiefer-Fazies) nach Osten (Proterozoikum–Kambrium, beginnende variszische Aufschmelzung) zu. Im Norden vermittelt eine permische Furche (Rotliegend, hier liegt auch die Plaine des Maures) gegen die mesozoischen Provenzalischen Voralpen, wobei das Perm im nordöstlich anschließenden Esterel vulkanitischen Ursprungs ist.
Vegetationsgeographisch gehört das Massiv zur Zone der mediterranen Hartlaubvegetation, die zum Teil noch als Wald existiert. Ansonsten überwiegt in der Region die Macchie als Sekundärvegetation.

## Bekannte Orte
Entlang der Küste liegen viele touristisch bekannte Ortschaften wie La Londe-les-Maures, Le Lavandou, Cavalaire-sur-Mer, Saint-Tropez und Sainte-Maxime. Weitere bekannte Orte in den Mauren sind Collobrières, Bormes-les-Mimosas, La Môle, Cogolin, La Garde-Freinet, Grimaud, Gassin und Ramatuelle.

## Galerie

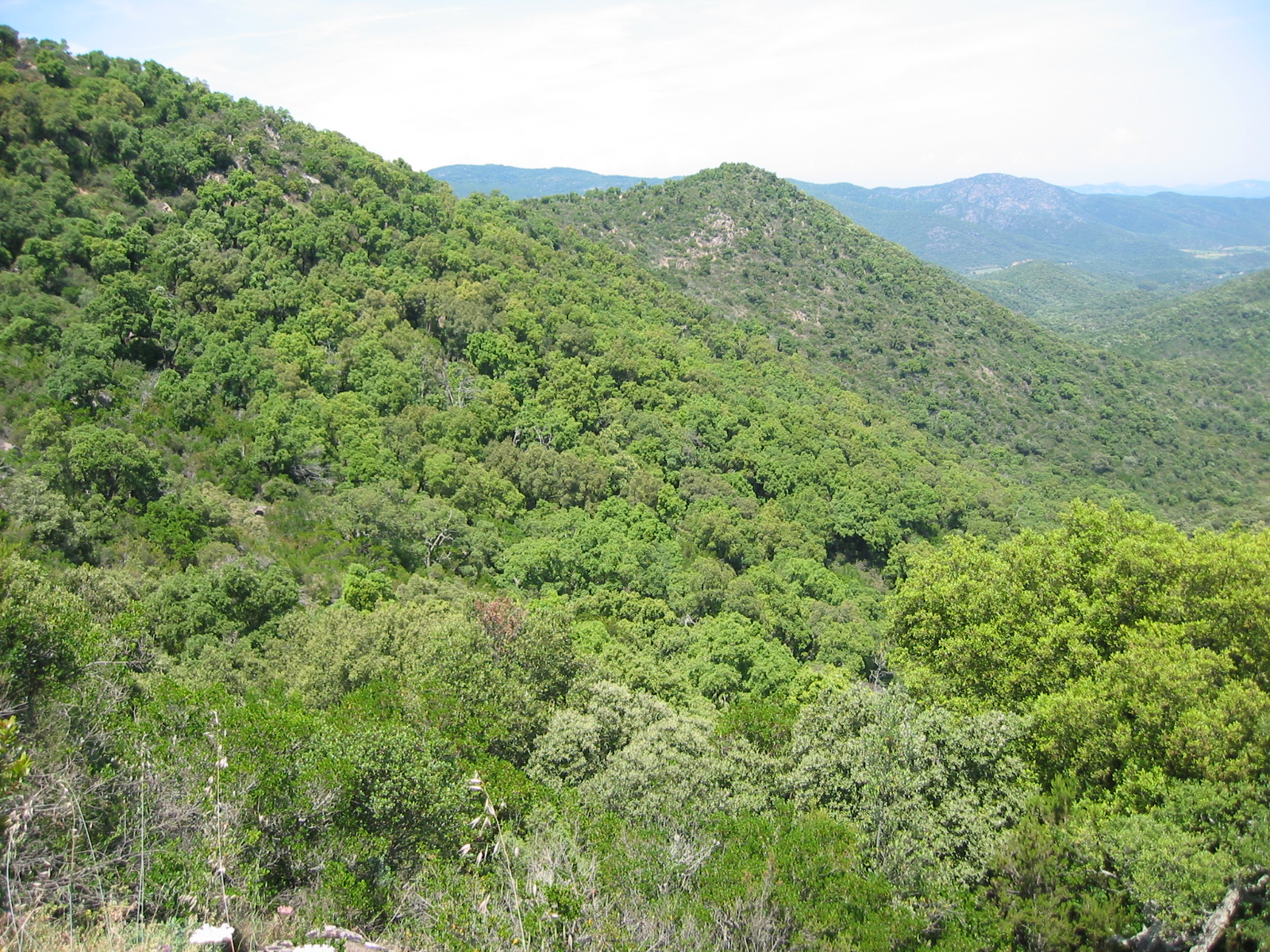
Bewaldete Hügel im Massif des Maures
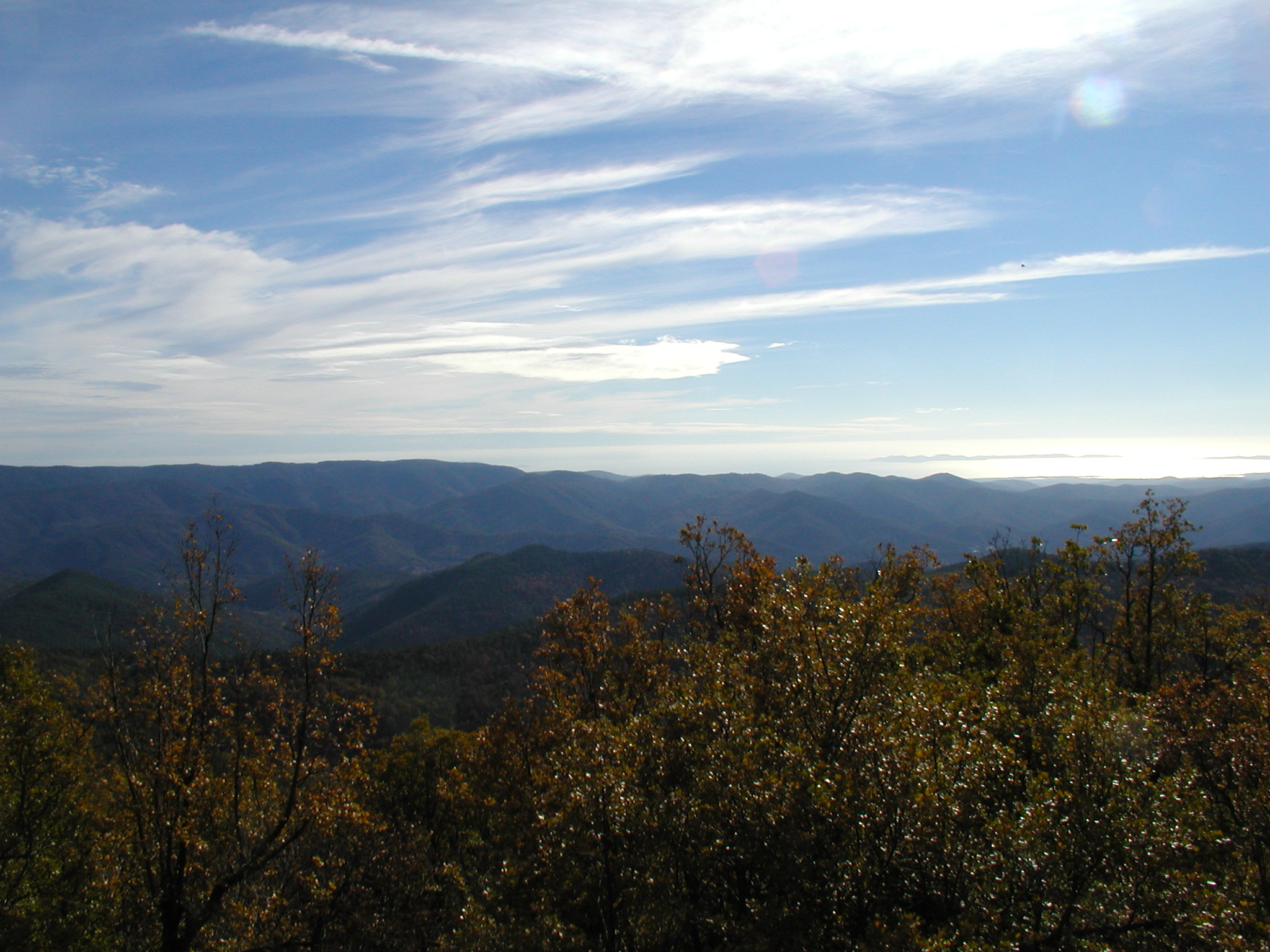
Ausblick von Notre Dame des Anges über das Massiv nach Süden
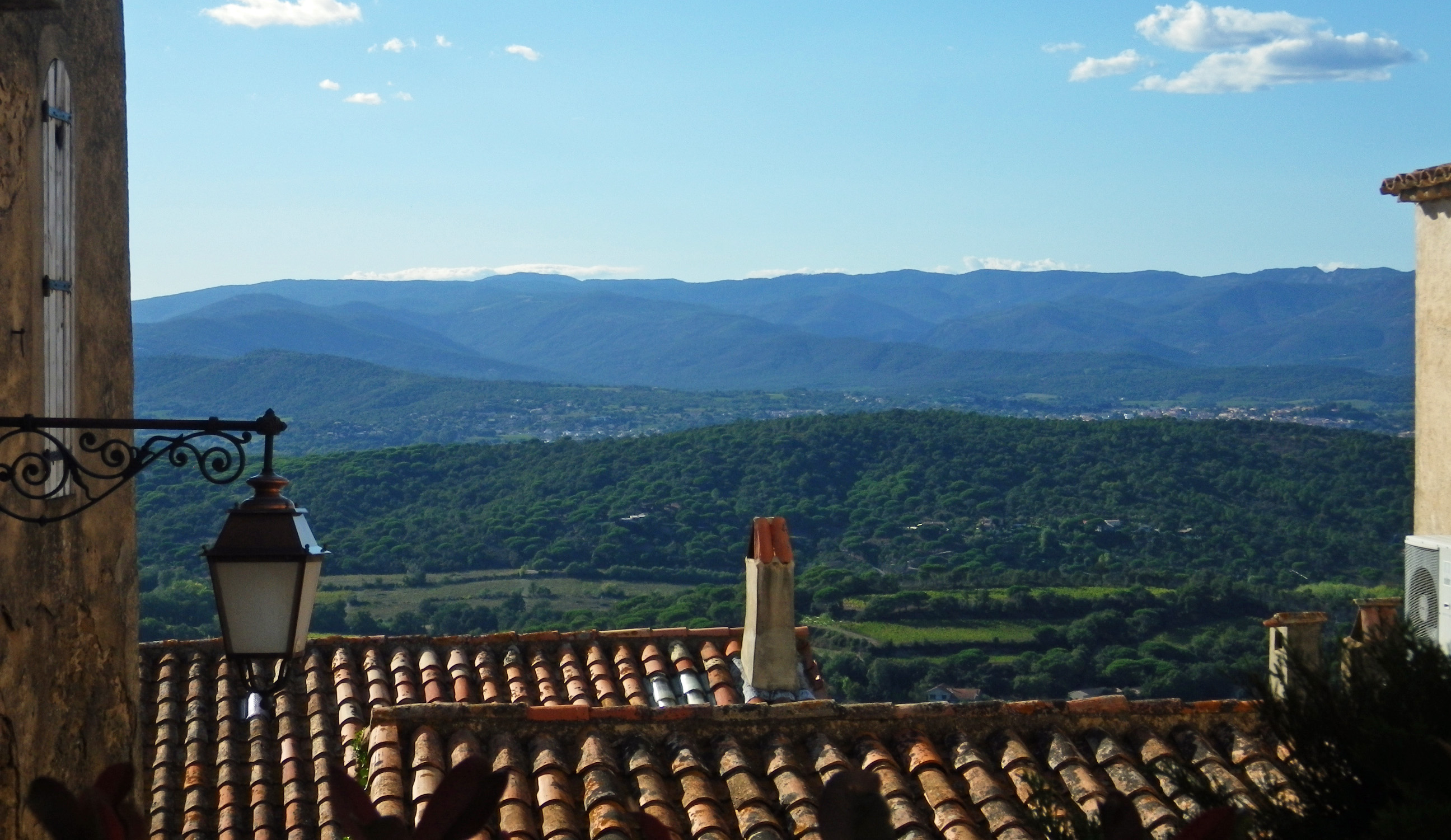
Ausblick auf das Massiv mit La Sauvette (hinten links der Mitte) von Gassin

## Film
Bilder einer Landschaft, Das Massif des Maures, ein Film von Vera Botterbusch, 45 Min., Bayerischer Rundfunk 1998